# Sciara atomaria
Sciara atomaria är en tvåvingeart som först beskrevs av Lynch Arribalzaga 1892.  Sciara atomaria ingår i släktet Sciara och familjen sorgmyggor. Inga underarter finns listade i Catalogue of Life.